# Hydroptila usuguronis
Hydroptila usuguronis är en nattsländeart som först beskrevs av Matsumura 1931.  Hydroptila usuguronis ingår i släktet Hydroptila och familjen smånattsländor. Inga underarter finns listade i Catalogue of Life.